# فرنسيس فيرنانديز
فرنسيس فيرنانديز (25 نوفمبر 1985 بغوا في الهند - ) هو لاعب كرة قدم هندي في مركز جناح ‏، شارك في دورة الألعاب الآسيوية 2014. وشارك مع منتخب الهند لكرة القدم. أما مع النوادي، فقد لعب مع نادي دلهي ديناموس ونادي ديمبو ونادي سالغاوكار وVasco SC ‏.

## وصلات خارجية
- فرنسيس فيرنانديز على موقع قاعدة بيانات كرة القدم.إي يو (الإنجليزية)
- فرنسيس فيرنانديز على موقع ناشيونال فوتبول تيمز (الإنجليزية)
- فرنسيس فيرنانديز على موقع Soccerway.com (الإنجليزية)
- فرنسيس فيرنانديز على موقع عالم كرة القدم.نت (الإنجليزية)